# Ġ
Cette page contient des caractères spéciaux ou non latins. S’ils s’affichent mal (▯, ?, etc.), consultez la page d’aide Unicode.
Ġ (minuscule : ġ), appelé G point suscrit, est une lettre additionnelle latine, utilisée dans l’écriture de l’arabe chypriote maronite, du buang mapos, du maltais, de l'inupiak et dans certaines romanisations ALA-LC et Romanisation ISO.
Il s’agit de la lettre G diacritée d’un point suscrit.

## Utilisation
En inupiak, ‹ ġ › représente une consonne fricative uvulaire voisée /ʁ/.
Le G point suscrit était anciennement utilisé dans l’écriture de l’irlandais, qui utilise maintenant le digramme ‹ gh ›.
En maltais, Ġ est la septième lettre de l’alphabet, située entre F et G. Elle a le son /d͡ʒ/.
Dans la romanisation ALA-LC, ‹ ġ › translittère :
- le ka barre verticale ‹ Ҝ › de l’azéri écrit avec l’alphabet cyrillique ;
- le ghan ‹ ღ › de l’alphabet géorgien ;
- le dje ‹ џ › du roumain écrit avec l’alphabet cyrillique ;
- le ġayn ‹ ﻍ › du turc ottoman ;
- le ga ‹ ᡎ › de l’oïrate (oïrate littéraire) ou kalmouk écrit avec le todo bitchig.

Le g point suscrit est aussi utilisé pour transcrire le ġayn ‹ غ › de l’écriture arabe dans la romanisation DIN 31635 et la romanisation ISO 233.
Dans l’ISO 9:1995, ‹ ġ › translittère le ghaïn ‹ ғ › de l’alphabet cyrillique.
Dans l’ISO 9985:1996, celui-ci translittère le ghat ‹ ղ › de l’arménien.

## Représentations informatiques
Le G point suscrit peut être représente avec les caractères Unicode suivants :
- précomposé (latin étendu B) :

| forme     | représentation | chaîne de caractères | point de code | description                             |
| --------- | -------------- | -------------------- | ------------- | --------------------------------------- |
| majuscule | Ġ              | Ġ                    | U+0120        | lettre majuscule latine g point en chef |
| minuscule | ġ              | ġ                    | U+0121        | lettre minuscule latine g point en chef |

- décomposé (latin de base, diacritiques) :

| forme     | représentation | chaîne de caractères | point de code | description                                         |
| --------- | -------------- | -------------------- | ------------- | --------------------------------------------------- |
| majuscule | Ġ              | G◌̇                   | U+0047 U+0307 | lettre majuscule latine g diacritique point en chef |
| minuscule | ġ              | g◌̇                   | U+0067 U+0307 | lettre minuscule latine g diacritique point en chef |

Des anciens codages informatiques permettent aussi de représenter le G point suscrit :
- ISO/CEI 8859-3
  - capitale Ġ : D5
  - minuscule ġ : F5
- ISO/CEI 8859-14
  - capitale Ġ : B2
  - minuscule ġ : B3